# Chronologie de Saintes
| Présentation chronologique des principaux événements historiques survenus à Saintes, en Charente-Maritime. |

## Protohistoire
- -2900 à -2500 : occupation du site de Diconche par des hommes de la civilisation de Peu-Richard.
- Ve siècle av. J.-C. : installation probable des Santons dans l'actuel département de la Charente-Maritime.

## Antiquité
- 20 av. J.-C. : fondation probable de Mediolanum Santonum. Création d'un premier forum, des premières basiliques et de la curie.
- 16 av. J.-C. : sous le principat d'Auguste, Saintes devient capitale de la Province romaine d'Aquitaine. Développement du port de Novioregum (sur la Gironde) qui devient sans doute un grand centre commercial, fonctionnant à la manière des binômes Rome/Ostie et Athènes/Le Pirée.
- Vers 18 : Caïus Julius Rufus, notable et évergète santon, prêtre de Rome et d'Auguste à Lugdunum, finance la construction de l'Arc de Germanicus. Nouveau plan d'urbanisme et construction d'une « parure monumentale » calquée sur Rome. Adoption d'une voirie nouvelle basée sur un plan hippodamien (rues se coupant à angle droit).
- Vers 40 : achèvement probable de l'amphithéâtre, dit « Claudien » en référence à l'empereur Claude. Réforme des institutions santones : Le poste de vergobret (magistrat suprême) est aboli. Application du droit latin et création d'un collège de duovirs ou de quatuorvirs (deux ou quatre magistrats).
- Vers 70-150 : Apogée de la ville sous les Flaviens et les Antonins. Agrandissement des thermes de Saint-Saloine et de Saint-Vivien. La ville couvre une superficie de 170 hectares pour une population pouvant atteindre les 15 à 20 000 habitants.
- Vers 150 : Saintes perd son statut de capitale de l'Aquitaine.
- Vers 150-300 : déclin progressif de la ville. Certains quartiers (Saint-Vivien, Saint-Macoult, Saint-Saloine) sont partiellement abandonnés et remplacés par des nécropoles.
- Vers 260-277 : construction probable des premiers remparts autour d'un noyau urbain réduit à environ 16 hectares.
- 276 : raid des Alamans.
- 285 : réorganisation administrative de l'empereur Dioclétien : la cité des Santons (Civitas Santonum) est intégrée à la nouvelle province d'Aquitaine Seconde. Mediolanum Santonum devient Santoni.
- IIIe siècle: Épiscopat de saint Eutrope, apôtre des Santons.
- 408 : raid des Vandales.

## Moyen Âge

### Haut Moyen Âge
- 495 : les troupes de Clovis à Saintes.
- 507 : Saintes incorporée au duché d'Aquitaine.
- 573 : Pallais de Saintes (saint Pallais) est élevé à la dignité épiscopale.
- 584 : ralliement de Saintes au Royaume d'Aquitaine proclamé par Gondovald.
- 629 : Saintes appartient au Royaume d'Aquitaine de Caribert II.
- 732 : incendie de la ville par le général Abd al-Rahman, chef des armées musulmanes.
- 768 : Pépin le Bref, en lutte contre les Arabes, établit un cantonnement à Saintes.
- 777 : séjour de Charlemagne à Saintes.
- 844 : premiers raids vikings.
- 848 : le chef viking Hasting dirige l'attaque de la ville.
- 866 : mort du dernier comte de Saintes et de Saintonge, Landri.
- 961 : première mention d'une communauté juive à Saintes.

### Bas Moyen Âge
- XIe siècle : début des grands pèlerinages de Saint-Jacques de Compostelle. Saintes devient une étape sur la Via Turonensis.
- 1036 : Geoffroy II d'Anjou, maître de la Saintonge.
- 1047 : fondation de l'abbaye aux Dames.
- 1081 : début de la construction de la basilique Saint-Eutrope par les Clunisiens.
- 1096 : le pape Urbain II consacre la basilique et prêche la croisade.
- 1137 : Aliénor d'Aquitaine devient duchesse d'Aquitaine (dont fait partie la Saintonge).
- 1152 : après son divorce avec Louis VII, Aliénor d'Aquitaine se retire momentanément à l'abbaye aux Dames. Elle épouse quelques mois plus tard le comte d'Anjou Henri Plantagenêt, futur roi d'Angleterre.
- 1173 : insurrection contre la politique de Henri Plantagenêt, en liaison avec Aliénor d'Aquitaine. Son fils Richard Cœur de Lion se réfugie à Saintes. La ville est assiégée.
- 1199 : Aliénor d'Aquitaine accorde une charte communale à la ville.
- 1242 : révolte du comte de la Marche Hugues X de Lusignan contre le roi de France Louis IX. Henri III, duc d'Aquitaine, vient soutenir son vassal. Une première rencontre donne lieu à une éphémère « bataille de Taillebourg » suivie quelques jours plus tard par un affrontement plus important sous les murs de Saintes. Vainqueurs, les Français saisissent la Saintonge.
- 1286 : en application d'une clause du traité de Paris, la partie sud de la Saintonge est rendue aux Anglo-Aquitains. La Charente devient une frontière et Saintes est divisée.
- 1301 : liquidation des biens confisqués aux juifs de Saintes. L'ancienne synagogue est vendue à un particulier.
- 1360 : signature du traité de Brétigny. Aunis et Saintonge sont incorporées dans la principauté d'Aquitaine nouvellement créée au profit d'Édouard de Woodstock, le « Prince noir »
- 1372 : siège de Saintes par les Français. Une révolte des habitants conduit à la reddition de la ville.
- 1404 : Saintes devient définitivement française.
- 1472 : visite du roi Louis XI. Début probable de la construction du nouveau clocher de la basilique Saint-Eutrope.
- 1476 : réorganisation de l'administration communale. La ville est désormais administrée par un ou deux « jurez » (co-maires) et un corps de vingt-cinq échevins. En 1502, la ville se dote d'un premier « mayre » (maire) en la personne de Girard Martineau.

## Époque moderne

### XVIesiècle
- Années 1530 : débuts de la Réforme en Saintonge.
- 1535 : Bernard Palissy installe son atelier à Saintes. Il y découvre le secret des émaux ou « rustiques figulines ».
- 1544 : installation d’un présidial à Saintes par François Ier
- 1548 : déclenchement de la jacquerie des pitauds. Les émeutiers, qui protestent contre la levée de taxes sur le vin (quinze sols tournois par tonneau) et sur le sel (gabelle) se rendent maîtres de Saintes. Des agents du fisc sont massacrés.
- 1562 : après le massacre de Wassy, le prince de Condé lève une armée protestante et se rend maître de plusieurs places fortes de la région, dont Saintes. Des synodes sont convoqués à Saintes et Saint-Jean-d'Angély pour légitimer le soulèvement.
- 1568 : les églises catholiques sont saccagées par les troupes du protestant François d'Andelot. Les piliers de la cathédrale Saint-Pierre sont minés, conduisant à l'effondrement d'une partie de l'édifice.
- 1572 : réparation des remparts.

### XVIIesiècle
- 1607 : Fondation du collège des Jésuites.
- 1609 : Construction de la citadelle par le gouverneur Louis de Pernes.
- 1628 : Démantèlement d'une partie de la citadelle (à l'exception du logis du gouverneur).
- 1644 : Construction du séminaire des Pères de la Mission (l'actuel collège René-Caillé).
- 1651 : Troubles de la Fronde. Prise de la ville par le duc de La Trémoille, prince de Tarente.
- 1656 : Création de l'hôpital Louis le Grand (devenu hôpital Saint-Louis, en fonction jusqu'en 2007)
- 1693 : Suppression de l'élection des maires par les échevins. Création des « maires perpétuels », nommés à vie par le pouvoir central.

### XVIIIesiècle
- 1703 : Création du premier bureau de poste de Saintes. Il est l'un des 770 bureaux que compte alors le royaume.
- 1738 : Naissance du docteur Joseph-Ignace Guillotin, inventeur de la guillotine.
- 1779 : Crue record de la Charente. Atteignant 7,65 mètres, elle est matérialisée par une marque sur un immeuble de la rue du pont des Monards (Hyver 1779).
- 1780 : Reconstruction de la chapelle des Jésuites (devenue chapelle des Bénédictins).
- 1786 : Destruction de la tour Montrible, qui défendait l'ancien pont romain.
- 1787 : L'intendant Guéau de Gravelle de Réverseaux s'installe à Saintes. Il envisage de grands travaux d'urbanisme (création de boulevards et de promenades arborées) que la période révolutionnaire vient interrompre.
- 1788 : Un hiver particulièrement rude frappe la région. Des températures de - 31° sont relevées. La Charente est prise par les glaces (Journal de Saintonge et d'Angoumois, de Bourignon).
- 1790 : Création du département d'Aunis-et-Saintonge, devenu Charente-Inférieure. Le siège de l'administration est fixé à Saintes par décret royal.
- 1793 : Dans un climat fortement anti-religieux, la ville est rebaptisée Xantes par les autorités du district. Plusieurs rues changent de nom : La rue de l'évêché devient « rue Sanson » (du nom du bourreau de Louis XVI), la rue Saint-Maur devient la « rue du ça-ira ». Les prêtres réfractaires sont internés à la maison des Notre-Dame. La chapelle du couvent des Jésuites est transformée en magasin de fourrage.

## Époque contemporaine

### XIXesiècle
- 1803 : Destruction de la nef de la basilique Saint-Eutrope.
- 1810 : La ville fête le mariage de Napoléon Ier et de Marie-Louise d'Autriche. Saintes perd son statut de préfecture au profit de La Rochelle.
- 1817 : Achèvement du Cours national.
- 1835 : Achèvement du Cours Réverseaux.
- 1838 : Édification d'un pont suspendu dans l'axe du cours national. Se révélant trop fragile, il sera remplacé en 1879.
- 1842 : Destruction de l'ancien pont romain.
- 1843 : Visite de Victor Hugo. Sauvetage de l'arc de Germanicus, promis à la démolition, grâce à l'intervention de Prosper Mérimée.
- 1846 : Par un bref apostolique, Saint-Eutrope devient officiellement une basilique mineure.
- 1848 : Plantation de trois arbres de la liberté.
- 1851 : Tenue d'une « exposition industrielle, agricole et des beaux-arts ».
- 1852 : Visite à Saintes du « prince-président » Louis-Napoléon Bonaparte.
- 1867 : Arrivée du chemin de fer et construction d'une première gare.
- 1871 : Incendie de l'hôtel de ville et des archives de la bibliothèque municipale.
- 1874 : Installation du 6e régiment d'infanterie (ancienne caserne Taillebourg)
- 1876 : Construction de l'église Saint-Louis.
- 1879 : Construction du pont Palissy.
- 1882 : Inondations des suites d'une crue de la Charente. La cote atteint 6,83 mètres. Violente épidémie de Typhoïde.
- 1888 : Visite du président de la République Sadi Carnot.
- 1893 : Création du tramway de Saintes, dit « La vache noire ».
- 1897 : Visite du président de la République Félix Faure.

### XXesiècle
- 1900 : Construction d'une passerelle en bois reliant les quartiers Saint-Pierre et Saint-Pallais. Construction de la nouvelle gare.
- 1904 : Le 18 février, inondation de plusieurs quartiers de Saintes.  La Charente atteint un niveau de 7,25 mètres.
- 1911 : Construction du siège du VIIIe arrondissement des Chemins de fer de l'État. Passage du tour de France (étape Les Sables-d'Olonne - Bayonne).
- 1922 : Le cours Gambetta est goudronné.
- 1929 : Installation du 12e régiment de tirailleurs sénégalais (caserne Brémond-d'Ars)
- 1931 : Création de l'aéro-club saintais.
- 1932 : Grande manifestation pacifiste à Saintes.
- 1939 : Funérailles officielles de Fernand Chapsal.
- 1940 : Le 23 juin, prise de la ville par la 44e division allemande du général Siebert. La Kommandantur est installée rue du général Sérail, la Gestapo est aménagée cours Lemercier.
- 1942 : Internement de 150 juifs à l'hôtel de la couronne, en attente de déportation.
- 1944 : Le 24 juin, bombardement des ateliers de chemins de fer et du quartier cheminot adjacent par l'aviation alliée. Le 3 septembre, la ville passe sous le contrôle de la Résistance.
- 1945 : Création de l'école des mécaniciens et conducteurs autos.
- 1947 : Dernière exécution capitale à Saintes.
- 1952 : Obsèques de Goulebenéze, poète et barde saintongeais.
- 1962 : Destruction de la maison natale du docteur Guillotin (afin d’agrandir la place Saint-Pierre).
- 1965 : Création de l'école d'enseignement technique de l'armée de l'air.
- 1976 : Démolition de la halle Saint-Pierre. Nouvelle crue de la Charente.
- 1981 : L'autoroute A10 arrive à Saintes.
- 1982 : Nouvelle crue de la Charente, surnommée « La crue du siècle », bien que de moindre ampleur que celle de 1904. Une partie du centre-ville et du quartier Saint-Palais sont submergés par les eaux. La cote atteint 6,84 mètres.
- 1990 : Établissement d'un secteur sauvegardé de 44 hectares.
- 1996 : Création du centre de formation des militaires techniciens de l'air.
- 1998 : Réhabilitation du théâtre Gallia.
- 1999 : La ville est touchée par la tempête Martin. De nombreux dégâts matériels sont signalés. La basilique Saint-Eutrope est classée au patrimoine mondial de l'humanité par l'Unesco.

### XXIesiècle
2021: Inondation de la Charente en février : 6.21m de côte

## Pour approfondir